# Фредерик Тифелс
Фредерик Тифелс (  — Келн, 20. мај 1995) професионални је немачки хокејаш на леду који игра на позицијама левокрилног нападача.
Члан је сениорске репрезентације Немачке за коју је на међународној сцени дебитовао на светском првенству 2017. године.
Године 2015. учествовао је на улазном драфту НХЛ лиге где га је као 167. пика у шестој рунди одабрала екипа Питсбург пенгвинса. Од 2015. студира у Сједињеним Државама и игра за Универзитет Западни Мичиген. 